# 남승현
남승현(1989년 10월 5일 ~ )은 대한민국의 전직 스타크래프트 프로게이머이다. Suny[gm]라는 아이디를 사용하며, 종족은 테란으로, KT 롤스터 소속이었다.
2006년 하반기 드래프트에서 이네이쳐 탑(현 이스트로)의 추천선수로 입단하였다.
2009년 12월 9일 KT 롤스터로 이적하였다. 출전은 뜸하지만, 매일같이 선수들의 연습을 도와주며, 간접적으로 팀의 성적에 보탬이 되었다.
2012년 1월 17일, 팀동료 최용주, 강현우와 함께 은퇴하였다. 그리고 이틀뒤 1월 19일, 공식적으로 은퇴가 공시됐다. 같은 해 공익근무요원으로 근무하여 2014년 소집 해제되었다.

## 주요 기록
- 2010년 박카스 스타리그 2010 36강